# 斗山タワー

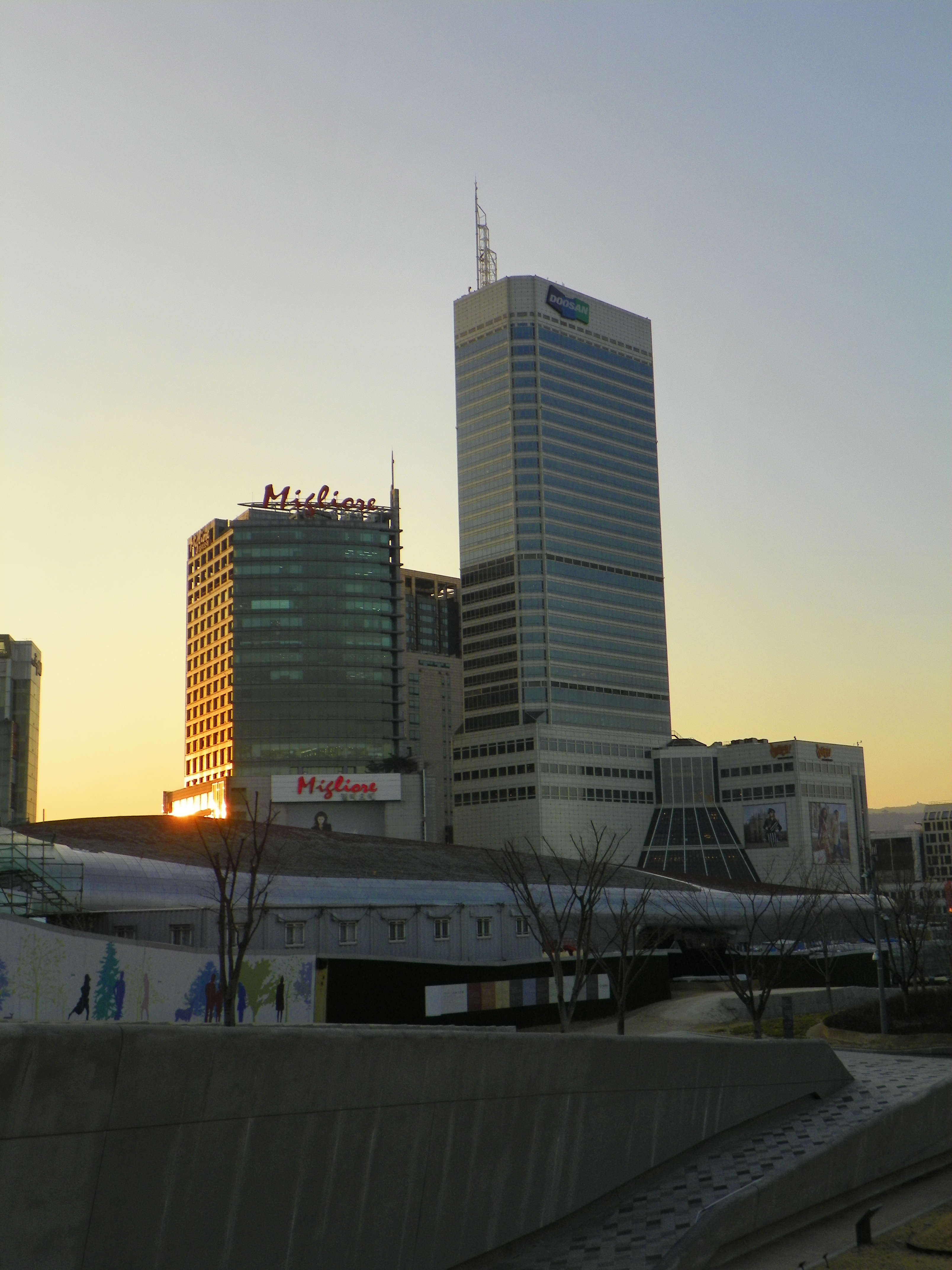
斗山タワー

斗山タワー（朝鮮語: 두산타워、Doosan Tower）は、大韓民国ソウル特別市中区奨忠壇路275に位置する商業および業務用ビル。現在はソウル中区で最も高い建物。公式の略称はドゥータ（Doota）。

## 歴史
1995年12月に着工し、 1998年末に竣工した地上34階、地下7階の大型建物で、1999年2月開場した。高さは156.1m。

## 内部施設
7階～18階（13階結層）には現代百貨店免税店があり、斗山グループの本社オフィスが入居する。

## 大衆文化への登場
- 2010年 - 映画『東京タクシー』
- 2015年 - トゥーニバース子供向けドラマ『出動K-COP』

## 写真

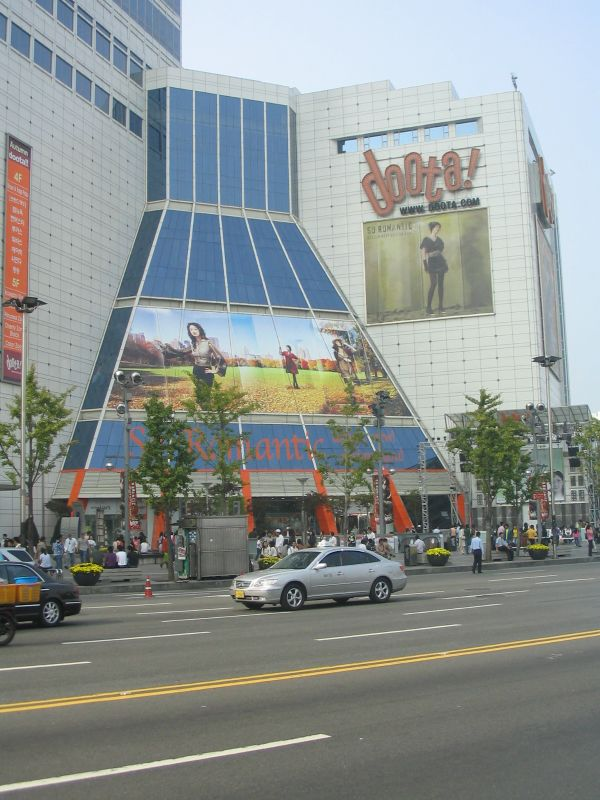
2006年10月24日
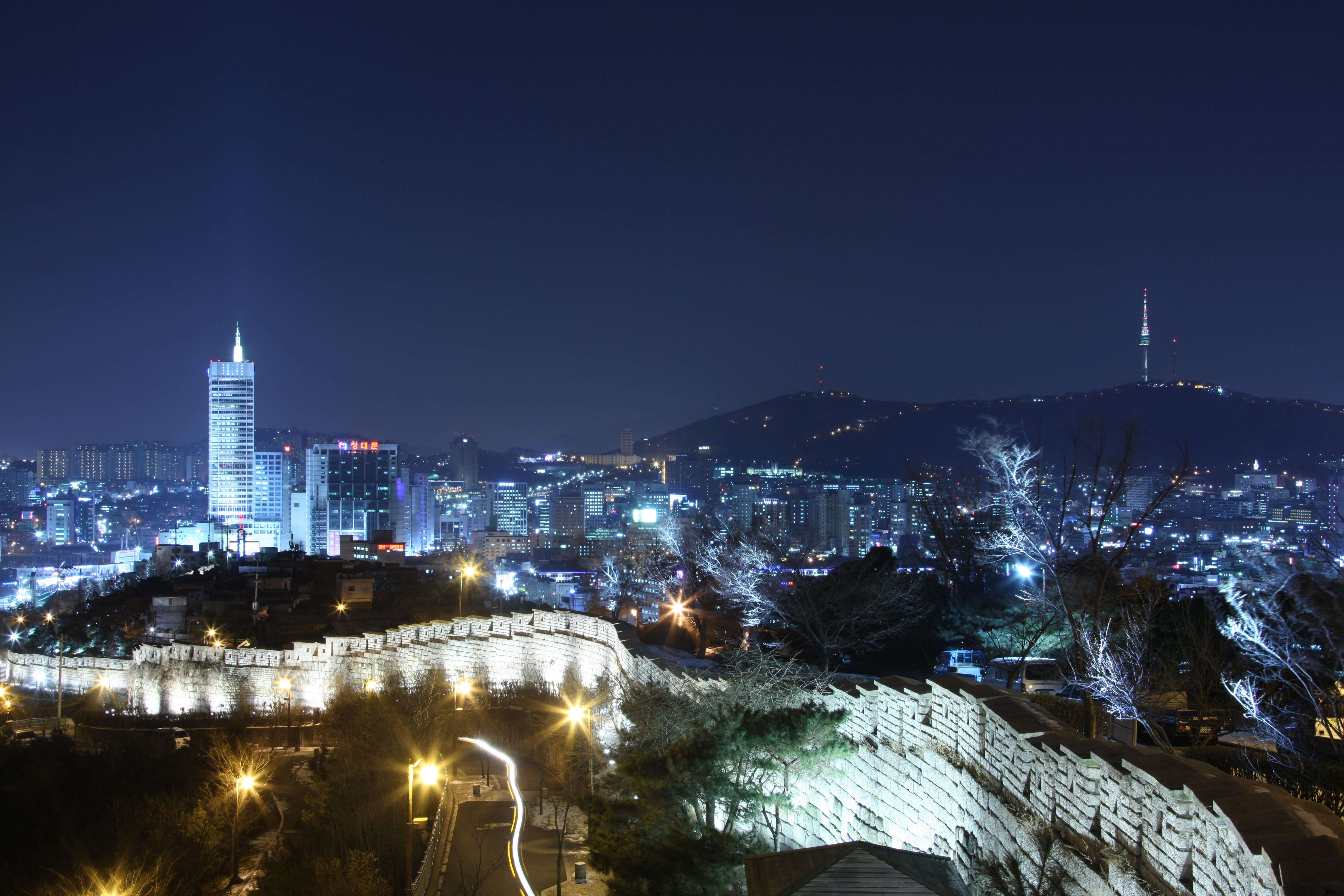
2008年1月23日